# Vrouwenmarathon van Tokio 1991
De Vrouwenmarathon van Tokio 1991 was een marathon voor eliteloopsters op zondag 17 november 1991. In deze dertiende editie van de Tokyo International Women's Marathon kwam de Japanse Mari Tanigawa als eerste over de streep, in 2:31.27.

## Uitslagen
| rang   | naam                     | land | tijd    |
| ------ | ------------------------ | ---- | ------- |
| Goud   | Mari Tanigawa            | JPN  | 2:31.27 |
| Zilver | Valentina Yegorova       | RUS  | 2:31.52 |
| Brons  | Lyubov Klochko           | UKR  | 2:32.28 |
| 4      | Maria-Conceiçao Ferreira | POR  | 2:33.30 |
| 5      | Hiromi Hayashi           | JPN  | 2:35.16 |
| 6      | Aurora Cunha             | POR  | 2:36.29 |
| 7      | Naoko Okuzumi            | JPN  | 2:40.41 |
| 8      | Chie Matsuda             | JPN  | 2:41.39 |
| 9      | Maria Rebelo             | FRA  | 2:41.50 |
| 10     | Yoshiko Hirohama         | JPN  | 2:41.52 |
| 11     | Hiroko Tanaka            | JPN  | 2:42.08 |
| 12     | Mami Fukao               | JPN  | 2:42.25 |
| 13     | Akemi Yamanaka           | JPN  | 2:42.50 |
| 14     | Rei Nakamura             | JPN  | 2:43.12 |
| 15     | Qiu-Li Yu                | CHN  | 2:46.14 |
| 16     | Keiko Kaneko             | JPN  | 2:46.22 |
| 17     | Hikari Nakagawa          | JPN  | 2:46.30 |
| 18     | Yaeko Ishida             | JPN  | 2:46.31 |
| 19     | Yoko Ota                 | JPN  | 2:47.29 |
| 20     | Noriko Suzuki            | JPN  | 2:47.46 |
| 21     | Tamiyo Nayuki            | JPN  | 2:48.11 |
| 22     | Akiko Sugiura            | JPN  | 2:48.29 |
| 23     | Keiko Mori               | JPN  | 2:48.48 |
| 24     | Mie Yamaguchi            | JPN  | 2:49.13 |
| 25     | Mi-Ja Chung              | KOR  | 2:50.46 |

Tokyo International Marathon (alleen mannen)

1981 · 1982 · 1983 · 1984 · 1985 · 1986 · 1987 · 1988 · 1989 · 1990 · 1991 · 1992 · 1993 · 1994 · 1995 · 1996 · 1997 · 1998 · 1999 · 2000 · 2001 · 2002 · 2003 · 2004 · 2005 · 2006

Tokyo International Women's Marathon (alleen vrouwen)

1979 · 1980 · 1981 · 1982 · 1983 · 1984 · 1985 · 1986 · 1987 · 1988 · 1989 · 1990 · 1991 · 1992 · 1993 · 1994 · 1995 · 1996 · 1997 · 1998 · 1999 · 2000 · 2001 · 2002 · 2003 · 2004 · 2005 · 2006 · 2007 · 2008

Tokyo Marathon (beide)

2007 · 2008 · 2009 · 2010 · 2011 · 2012 · 2013 · 2014 · 2015 · 2016 · 2017 · 2018 · 2019 · 2020 · 2021 · 2022 · 2023 · 2024